# 天主教
天主教（英語：Catholicism），又译公教，另称天主教會（英語：Catholic Church）、公教會、
旧教，是基督教信仰人數最多的宗派及教會，與東正教、新教並列為基督教三大分支。天主教會以羅馬主教——教宗為領袖，故又称羅馬天主教、羅馬天主教會、羅馬公教、羅馬公教會。

## 名稱
天主教（會）正式稱為「公教」「公教會」，原由為希臘文的（katholike ekklesia、大公教會、英語：Catholic Church），一詞最早出現於公元2世紀初，該術語也可譯為「至公教會」，這是因為一詞的含義是全體、普世的。「至公」、「至一」、「至圣」、「宗徒」一起被視為正統的基督教會所需具備的特徵（在宗徒信經中即有一條是“我信圣而公之教會”）。
中文「天主」一詞是明末耶稣会传教士利玛窦使用汉语原有词汇，对基督教的神之译称。明朝萬曆年間耶稣会將基督信仰传入中国，經当朝礼部尚书徐光启与利瑪竇等耶稣会士讨论，取儒家古话「至高莫若天，至尊莫若主」，称其信仰的唯一之神为「天主」，「天主教」之名由此而來，而稱教會為「天主教會」。
天主教在中文語境與新教並提時，有時亦被稱為「舊教」。

## 簡史
天主教相信耶穌基督的宗徒伯多祿（彼得）接受其託付，建立教會，成為教會的基石，被認為是羅馬教會的第一位主教，並在這個職位上領導各地教會。此後沿襲下來的羅馬主教，曾享有各地教會中的首席地位。因此天主教會是從伯多祿開始一脈相承，並以羅馬主教為領袖的普世教會。
新教否認其一脈相承的觀點，認為耶穌基督沒有委託伯多祿（彼得）稱為教會的基石，伯多祿（彼得）也沒有建立羅馬教會，羅馬教會及其主教的地位是在後來的歷史發展中逐漸建立起來的。
公元4世紀，羅馬帝國分裂為東、西兩部份之後，羅馬主教的地位在西羅馬帝國繼續得到鞏固，但在東羅馬帝國，君士坦丁堡主教的地位漸漸上升，與羅馬主教常常分庭抗禮。11世紀發生東西教會大分裂後，東方教會以君士坦丁堡主教（普世牧首）為首，使用正統教會的名稱，西方教會以羅馬教宗為首，繼續使用大公教會的名稱。
16世紀出現宗教改革運動，新教蓬勃發展，新教人士常使用“舊教”来称呼天主教、用“羅馬教會”來稱呼此天主教會，「羅馬公教」、「羅馬大公教會」、「羅馬天主教」、「羅馬天主教會」等別名由此而來，天主教人士較少使用這樣的稱呼。
大公教會傳教士進入中國的時候，將「大公教會」翻譯為「天主教會」，這是大公教會在中文的正式名稱，是中文特有的情況。

## 組織與信徒

### 教會組織
天主教會的組織團體分為依據聖統制建置的教會科層機構（一般俗稱為「教會當局」）、以及自治團體兩大類型。聖統制內各機構的相對關係，類似國家的中央政府與地方政府，只不過是運用至全世界各個有教會的地方。聖公宗等使用主教制的宗派亦有類似的組織架構。
- 聖座
  - （總教區）
    - 教區／宗座代牧區／宗座監牧區／宗座署理區
      - 堂區

天主教會的自治團體，主要分為由修道士或修女組成的各種男女修會、以及由平信徒組成的各種善會。在教會法上，教會的自治團體需要獲得教會當局的批准方能建立。

#### 修院和修会
不遲於公元三世紀，在埃及出現了最早奉行與世俗隔離的，禁食、祈禱的信仰團體。經過聖本篤的改革，在歐洲各地出現了許多男、女修道院。
參加這種團體的，男的稱修士，女的稱修女。有些修會的修士都是司鐸，修士可以晉鐸，甚至被選為教宗、主教，他們都宣發神貧、服從和貞潔三個聖願。
為不同神恩和傳統而設立的修道團體，稱為修會，這是因應不同的時代及社會需要而成立的修道團體。天主教中著名的修會有本篤會（祈禱及學術）、方濟會（面向貧窮人）、道明會（面向城市居民）、奥斯定會、耶穌會（從事學術）、巴黎外方傳教會（注重向外傳教）和慈幼會（面向青少年）。
19世紀末開始，有許多中國籍修會陸續出現，如首任宗座駐華代表剛恒毅樞機主教創立的主徒會、永年教區韓鼎祥主教創立的中華聖體侍衛德肋撒女修會、新鄉教區張維柱主教創立的貧窮獻托苦修會、原籍比利時後加入中國籍的雷鳴遠神父在安國教區創立的耀漢小兄弟會、德來小姊妹會等。在中國大陸，很多人誤將修會說成教會，這是一種誤解。修會有屬於國際性的團體，也有隸屬教區的團體會（教區修會，如一些修女會）。在世界各國有不同形式的修會團體，但都是屬於天主教會的體系之內。

### 聖職人員
天主教的聖職人員因角色不同可分爲3類，分別為主教、神父（即司鐸）及執事。
主教由教宗親自任命，通常負責管理一教區所有事務。天主教會認爲，主教為十二宗徒的繼承人，合法繼承人將被授予完滿的神權，有權祝聖新司鐸。天主教會認爲，主教是由天主制定繼承宗徒位者，藉賜於他們的聖神被立為教會中的牧人，使之成為教義的導師、神聖敬禮的司祭和治理的服務者。
神父（司鐸）為主教的聖職協助者，可舉行彌撒聖祭，施行聖事(除祝聖司鐸和施放堅振外)，協助主教牧養天主的子民（即管理堂區事務與教導教友）。信徒可以通過領受聖秩聖事而成爲司鐸。天主教會認爲，司鐸擁有獻祭和赦罪的權力，基督在信徒中設置了某些人為司祭，作爲宗徒繼承人的主教，也相應地將職務分擔給司鐸。
執事為主教的世俗事務協助者，主要以服務為主，也承擔宣讀聖言，協助分送聖體等工作。有些司鐸候選人在升為神父前先被任命爲執事，但也有可允許已婚者擔任的終身執事，此職位於梵蒂岡第二次大公會議後恢復。
在聖職人員中，還存在教宗和樞機兩個特殊職位。
天主教會認爲，教宗是宗徒之長聖伯多祿的繼承人，也是羅馬主教，普世教會的首牧，為世界主教團的首領、基督的代表、普世教會在現世的牧人；因此由於此職務，他在普世教會內享有最高的、完全的、直接的職權，且得經常自由行使之。
天主教會認爲，教宗由於其職位，不僅享有對普世教會的權力，而且對所有個別教會及其信眾擁有職權的首位，羅馬教宗在盡其普世教會最高牧人職務時，常與其他主教們，而且與普世教會共融聯合一起；但他有權按照教會的需要，規定執行職務的方式，即由其個人或與主教們集體執行。教宗可召開，親身或派人主持之，遷移、終止或解散大公會議，也可以批准該會議的法令。現時按教會法，教宗由合資格(即80歲以下)樞機們當中選出，尤如早期教會中聖伯多祿宗徒為十二宗徒之首。
樞機則為教宗的助手和顧問，由教宗直接任命。擔任樞機者必須至少為司鐸，未升主教者應接受主教祝聖禮。樞機的職責主要為輔佐教宗，負責協助教宗管理普世教會的日常事務。例如各聖部部長皆由樞機出任。1983年頒布的天主教法典（參照349條及356條）則稱樞機為特別組成的團體（稱為樞機團），依法享有選舉教宗的權利，並以集體方式協助教宗處理較重要的事項，或個別地協助教宗處理普世教會的日常事務。樞機體制是教會設立的一種職務(教律)，並非建基於神律，亦不是神品（聖秩）的一個等級。 樞機的職務，源於羅馬教區的司鐸團（Presbyterate）。
聖職人員的排序為：教宗→樞機→總主教→主教→助理主教→輔理主教→神父→執事
修士及修女並非聖職人員，而是修道人（獻身生活者），即願意以其獨特方式（如按不同神恩以服務或祈禱的方式，度獨身之奉獻生活的平信徒。

### 信徒

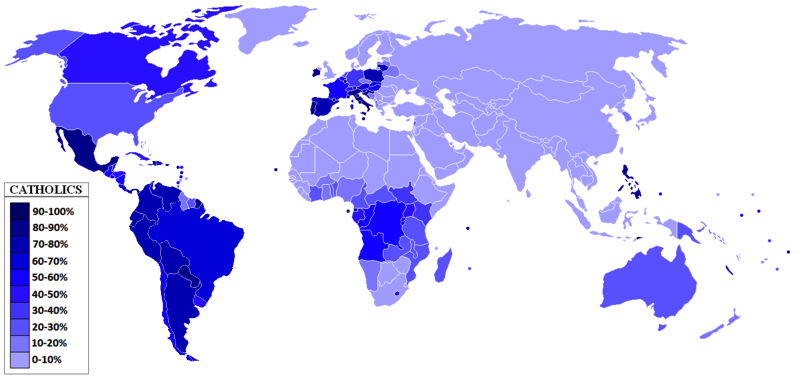
各國天主教徒比例，2010年。

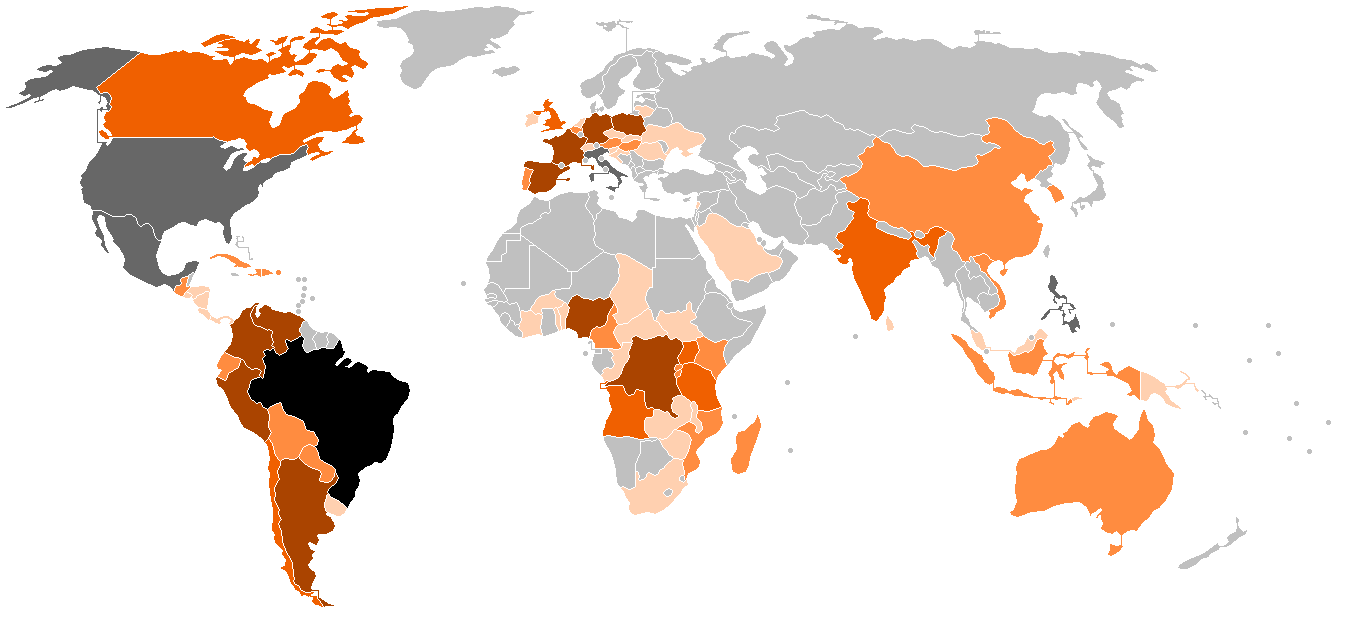
各國天主教徒總數，2010年。
超過 1 億
超過 5,000 萬
超過 2,000 萬
超過 1,000 萬
超過 500 萬
超過 100 萬

天主教徒佔世界各國人口比例一覽圖（2010年）
90%-100%
80%-90%
70%-80%
60%-70%
50%-60%
40%-50%
30%-40%
20%-30%
10%-20%
0%-10%
無資料

截至2021年年末，天主教徒為1,375,852,000人，佔世界人口的17.67%。天主教徒佔所有基督徒的一半左右。
截至2021年年末，天主教徒在占各大洲人口比例為，非洲19.38%，美洲為64.08%，亞洲為3.32%，歐洲為39.58%，大洋洲為25.94%。
同樣截至2021年年末，天主教在全球有5340位主教、407,872位神父和49,176位終身執事。有49,774位修士和608,958位修女。全球在俗團體成員中，有593位男性和19,688位女性。全球平信徒傳教士共計有410,494位，傳教員則有2,877,652位。全球教区和修会大修生人数总计109,895人，小修生則有95,714人。。

### 禮儀派別
在天主教歷史的頭一千年裡，不同種類的禮儀派別在歐洲的西方和東方基督宗教地區發展起來。雖然有不同的傳統，但它們都因與教宗共融而被視爲天主教的一員。最大和最著名的是拉丁禮教會，這是唯一的西方傳統教會，全世界有超過10億信徒。與拉丁教會相比，23個自治的東儀天主教會信徒相對較少，截至2010年，其信徒總數為1,730萬。此外還有其他與教宗共融的教會。

#### 拉丁禮天主教會

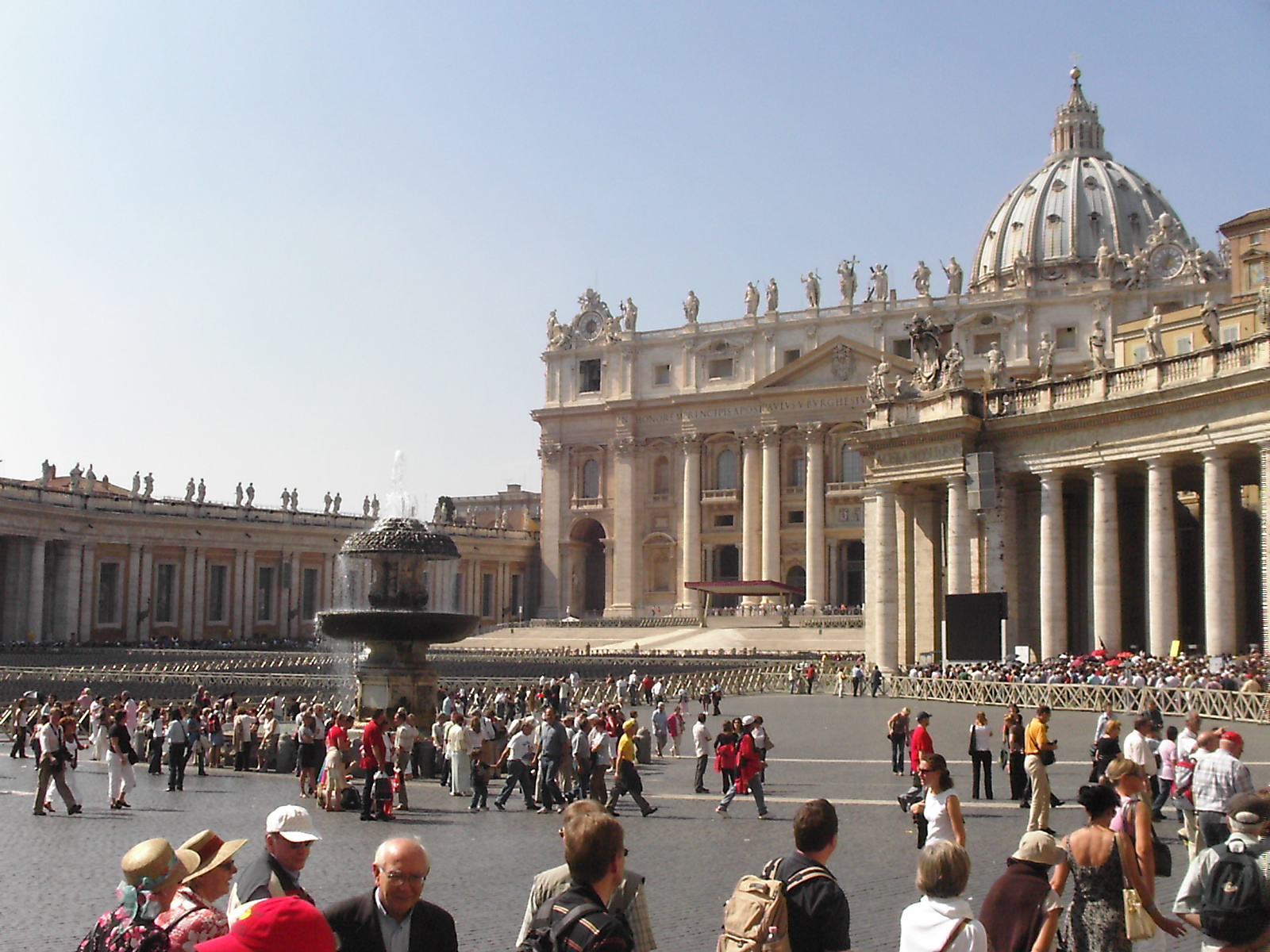
聖伯多禄大殿及廣場

拉丁禮教會由教宗和他直接任命的教區主教治理。教宗在拉丁教會中直接行使宗主教的權力，拉丁教會被認為是西方基督教的起源，影響了歐洲和西北非的信仰和習俗，也影響了許多新教教派。

#### 東儀天主教會
東儀天主教會，又稱東方禮天主教會，指完全承認教宗及羅馬教廷地位的一派天主教分支，共有23個自治教會，分佈於東歐、西亞、北非國家，尤其流行於俄羅斯、烏克蘭、白俄羅斯等東歐前共產主义國家，在蘇聯時代曾被迫併入東正教會。他們保存了與羅馬教廷相聯繫的東方天主教會的禮儀，神学基礎與祭獻的傳统，但仍與東正教會、東方正统教會及東方亞述教會存有分歧。馬龍派天主教會，是天主教中屬於東儀天主教會的一個分支，5世纪早期由敘利亞教士聖馬龍所創立。7世纪時正式形成教會，首任宗主教是若望·馬龍。現今馬龍派信徒全球大约有400萬人，其中在黎巴嫩有约100萬人，佔該國人口大约1/4。馬龍派教會語言是古敘利亞語，實際生活中信徒多使用阿拉伯語。今日馬龍派的最高教會領袖為安提约基雅馬龍派宗主教，由全世界的馬龍派主教選出，居住於黎巴嫩貝鲁特北部的Bkirki。新任宗主教當選時必需要報告教宗，並獲得其許可，以體現馬龍派對天主教會的歸附。當安提約基亞馬龍派宗主教参加天主教會活動時，他的地位相當于一位樞機主教。埃及等地的科普特禮天主教會同樣承認教宗的伯多祿宗座首席權。
東儀天主教會遵循東方基督宗教的傳統和靈性，並且是與天主教會完全交流的教會，或者在東西方分裂和早期分裂之後的幾個世紀中選擇重新進入完全共融的教會。這些教會的儀式反映了不同的歷史和文化影響，而不是教義的差異。

#### 聖公會與特別主教轄區
特別主教轄區是羅馬教廷為有意改宗天主教的聖公宗信徒成立的特别教長制教會團體，基於教宗本篤十六世2009年11月4日公布的宗座憲章《聖公會的结合》（拉丁语：Anglicanorum coetibus）而建立的特殊體制。這些轄區直屬於教廷，並由教宗任命一位主教或神父擔任教長管理之。
首個特別主教轄區為沃爾辛厄姆聖母特别主教轄區，經過教廷與天主教英格蘭及威爾士主教團協商後在2011年成立。此外亦有在澳洲的南十字聖母特別主教轄區和在美國及加拿大的聖伯多祿寶座特別主教轄區等兩個特別主教轄區。

## 教義
以《宗徒信經》和《尼西亞-君士坦丁堡信經》為代表的信經是天主教信仰的綱要。

### 對天主的認識
天主教相信天主的存在，並承認其唯一性。
天主教相信三位一體的教義，《聖經》內沒有文字上的記錄清楚表明三位一體的信理，但基於一些聖經經文以及根據教會的聖傳，在於第一次尼西亞大公會議後，為駁斥亞略，在《尼西亞信經》中成為基本信條。早期教父特土良是第一位使用「三一」（拉丁語：Trinitas）的神學家。

### 創造觀
天主教相信天主是全能的、萬能的，創造並繼續眷顧天地萬物。
在創造物中，包括了天使和人類。天主教相信天使的存在，認為天使是沒有肉身的精神體受造物，有位格且不死不滅，天使保護著人類並為人類代禱。天主教會相信人是按照天主的肖像被創造的，具有靈魂和身體。

### 罪惡觀
天主教相信天主的一切所為，都是美好的，但由於天使、人類的墮落而產生了罪惡。天主教認爲魔鬼是墮落天使。天主教認爲，天使的墮落具有無可挽回性。第一個人亞當受到魔鬼的誘惑而犯下了第一個罪，即原罪。這一原罪具有傳遞性，使全人類陷入墮落。

### 基督觀
天主教相信，爲了挽救墮落的人類，天主的聖言成為血肉，由童貞聖母瑪利亞誕生，是為聖子，即耶穌。
天主教奉耶稣為全人類的救世主、「默西亞」（彌賽亞）、「基督」，救贖萬民，免其受苦。基督一词来自希伯来语「默西亚」（羅馬化：Mašíaḥ）的希腊文翻譯，解作「受膏者」。天主教相信，耶稣就是天主向以色列所预许的默西亚，既是真正的天主也是真正的人類。
天主教認為，耶稣接受了伯多禄承认他为默西亚的信德宣认，並預告其受難。天主教相信，耶穌被釘十字架而處死，死後安葬，并在第三天復活，升天，從而宣告了救恩的到來。

### 教會觀
天主教會由宗徒時代開始由首任教宗——圣伯多祿宗徒領導，並由伯多祿的繼承人帶領教會，經歷一千多年，直到現在。是故天主教會認爲自身符合《尼西亞信經》中“唯一、至聖、至公、從宗徒傳下來的教會”的特性。
聖傳指教會的傳統，與聖言一道構成天主教的信德寶庫。天主教会相信上主的启示是透过圣经和圣传这两种方式传递给信徒，而圣传是整个教会的生活。聖言和圣传，是在作为天主子民的教会中产生出来的，没有天主子民的教会就没有《新约》：犹如没有犹太民族就没有《旧约》一样。教会负责保管、研究、体验等促进对《聖經》及聖传的进一步了解，使之成为活生生的天主圣言。这就是教会训导。教会训导通过教宗及主教们的宣讲、大公会议的教导、天主教法典的规定等传递聖言和圣传，以保证其不会错误。圣传同樣是天主教信仰的源泉和依据，這是天主教区别于其他基督教派别的基本特點之一。
根據天主教教義，《聖經》與教會當局的教導（即聖傳）具同等地位，都是信仰最高法則。例如，出自聖經的十誡與教會的訓導「教會五規」都對天主教徒具有約束力。

#### 天主十誡
- 第一誡 欽崇一天主于萬有之上。（天主教第一誡細項包括：禁止拜偶像，行巫術和迷信。無神論否認天主的存在，亦違反第一誡）
- 第二誡 毋呼天主聖名以發虛誓。
- 第三誡 守瞻禮主日。
- 第四誡 孝敬父母。
- 第五誡 毋殺人。
- 第六誡 毋行邪淫。
- 第七誡 毋偷盗。
- 第八誡 毋妄证。
- 第九誡 毋貪他人妻/夫。
- 第十誡 毋貪他人財物。[62]

「十诫」（Decalogue）一词，其字面的意义是「十句话」（出34:28；申4:13；申10:4）。在圣山上，天主给自己的子民启示了这「十句话」。是天主「用手指」写的（出31:18；申5:22），不同於其他由梅瑟书写的诫命。「十句话」在天主的话里，占着卓越的位置；「十句话」载在出谷纪和申命纪中，流传至今。自旧约时代，经常为圣经所引用，但是，直到耶稣基督的新盟约，「十句话」的完整意义才显示出来。
自圣奥思定开始，天主教会在给候洗者和信徒的教理讲授中，「十诫」占着优越的地位。在十五世纪，人们习惯把十诫的规条写成有节奏的词句，以便背诵并采用积极的形式。这种方式直到今日仍被沿用。十诫组成一个有机的整体，其中每一句「话」或每一条「诫命」都涉及整体。触犯了一条诫命就是违犯全部法律。

#### 教會五規
教會五規是：
1. 主日及當守的法定慶節應參與彌撒，停止有礙聖化這些日子的工作和業務；
2. 應至少每年一次領受和好聖事，告明己罪；
3. 至少在逾越慶節時領受感恩(聖體)聖事；
4. 應遵守法定的大齋和小齋；
5. 各盡自己的能力，支持教會物質的需要。[63]

### 末世觀
天主教徒相信人生到最后要面临四件事：一、死亡。二、审判。三、天堂。四、地狱。此为万民四末。信徒多默想四末，会警惕自己、改善信仰生活。
天主教相信，每個人在死亡後會立即接受私審判，從而決定煉獄、天堂或是地獄的去向。最終，基督將會再來，進行最後的審判，並帶來新天新地的希望。

#### 天堂
天主教認爲，「天堂」是一個至高的幸福境界。那些在天主的思寵中過世，而無須再煉淨的人將進入這一境界，與基督永遠生活在一起。這些人組成天上的教會，可與天主直面，並可為世人轉禱。
天主教可能通過某些特定程序（如宣福、封圣）宣佈某些人為真福或聖人，承認這些人已經進入天堂。舊約中的一些人物也根據傳統被尊奉爲聖人。

#### 地獄
天主教認爲，地獄是人因自由的抉擇，在大罪中過世時所遭到的永罰。
早期天主教神學家認爲地獄存在兩種痛苦，即失苦（拉丁語：Poena damni）與觉苦（拉丁語：Poena sensus）。前者意味失去的痛苦，即與天主永遠的分離；後者意味感覺上的痛苦，即火燒之苦。
天主教認爲，天主不预定任何人去下地狱，墜入地狱是人甘愿犯大罪离开天主、至死不肯悔改的后果。一些宗派與此持不同觀點，如雙重預定論。

#### 炼狱
天主教認爲，人死后灵魂上没有大罪，只有小罪或暂罚尚未补偿，既不该受永罚下地狱，又不能立刻升天堂，則可至炼狱中受苦作补赎，直至償還罪債完毕为止。天主教也称此补偿为最後的煉淨。
天主教基於諸聖相通的教義，認爲仍在現世的信友，可以通過祈禱、奉獻感恩祭、行施捨、得大赦和做補贖幫助處在煉獄中的靈魂。

### 聖事

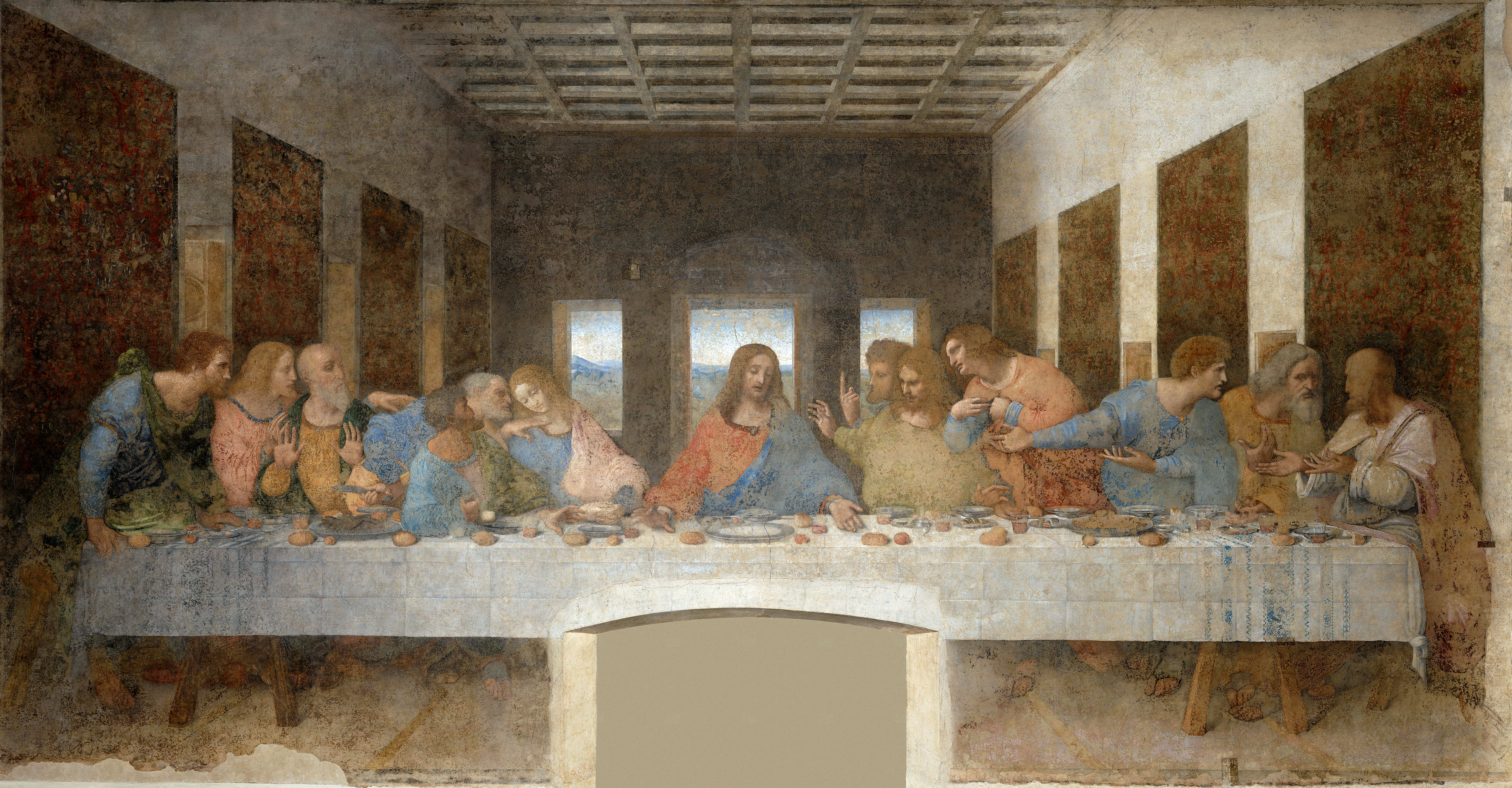
耶稣建立的聖體聖事

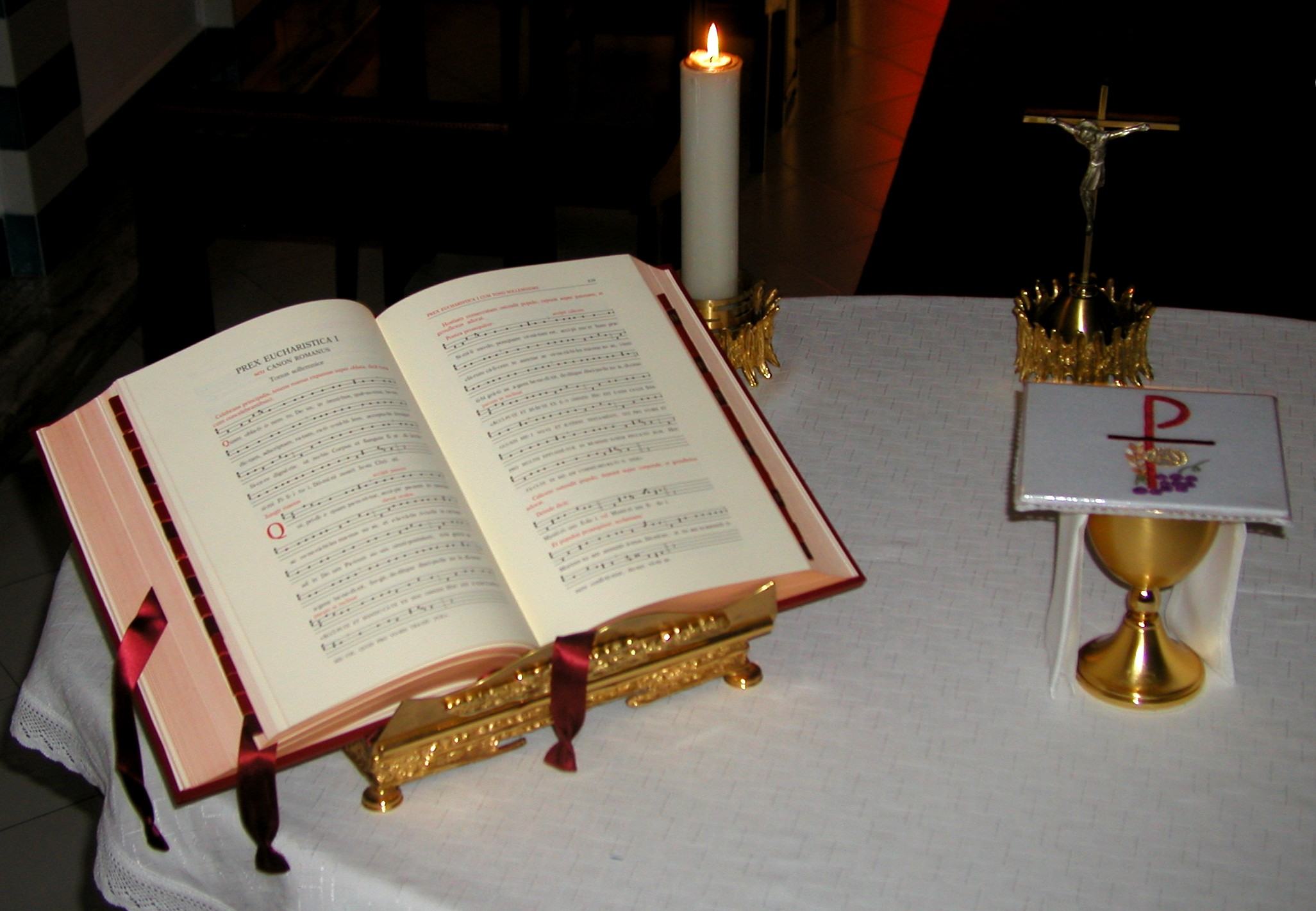
天主教彌撒中需要使用的物品

天主教的信仰生活的核心是七件聖事，即聖洗聖事、堅振聖事、和好聖事、聖體聖事、婚配聖事、聖秩聖事、病人傅油聖事（包括路德宗在内的大多數基督新教則仅保留洗禮和聖餐禮作為正式的聖禮）。在這其中，彌撒（聖體聖事為其主題）是最重要的。
天主教相信聖事是由基督耶穌親自建立，透過有形的標記分施無形的恩寵。七件聖事涵蓋基督徒生命中所有階段，及一切重要時刻。
七件聖事可分成三類，入門聖事，治療聖事，共融和服務的聖事。
有些聖事是可以重覆領受，如：和好聖事、聖體聖事和病人傅油聖事。 亦有些聖事一生人只能領一次，如：聖洗聖事、堅振聖事、聖秩聖事，因為這些聖事在人身上留下永不磨滅的神印。

#### 入門聖事
其中聖洗聖事、堅振聖事和聖體聖事乃入門聖事，這些聖事為人準備入教奠定基礎。信徒透過聖洗而重生；藉著堅振而堅強，並在聖體聖事中領受永生之糧。如此，藉著入門聖事，他們常能更豐盛地接受天主的生命，並且邁向愛德的成全。 除非已領受聖洗聖事，不能領受其他聖事。

#### 治療的聖事
入門聖事為基督徒只是個開始，在人生的旅途上，難免有一些不足，或有些犯罪之處。在受到痛苦、疾病和死亡，和犯罪之後，教會為信友提供兩件聖事治療心靈與肉身上的疾病或創傷--和好聖事與病人傅油聖事。

#### 為共融服務的聖事
聖秩聖事和婚配聖事是為其他人的得救而設立的，通過其為他人服務而達成的。這兩件聖事賦予領受人，在教會內一項特殊使命，並用來建立天主的子民。透過這兩件聖事那些已經領了聖洗和堅振聖事的人，將接受特殊的祝聖。那些接受聖秩聖事者蒙受祝聖而成為牧者，因基督之名，『以天主的聖言和恩寵牧養教會』。另一方面，婚配聖事使基督徒夫婦蒙受祝聖，為善盡他們夫妻與為人父母的職責。

### 感恩祭

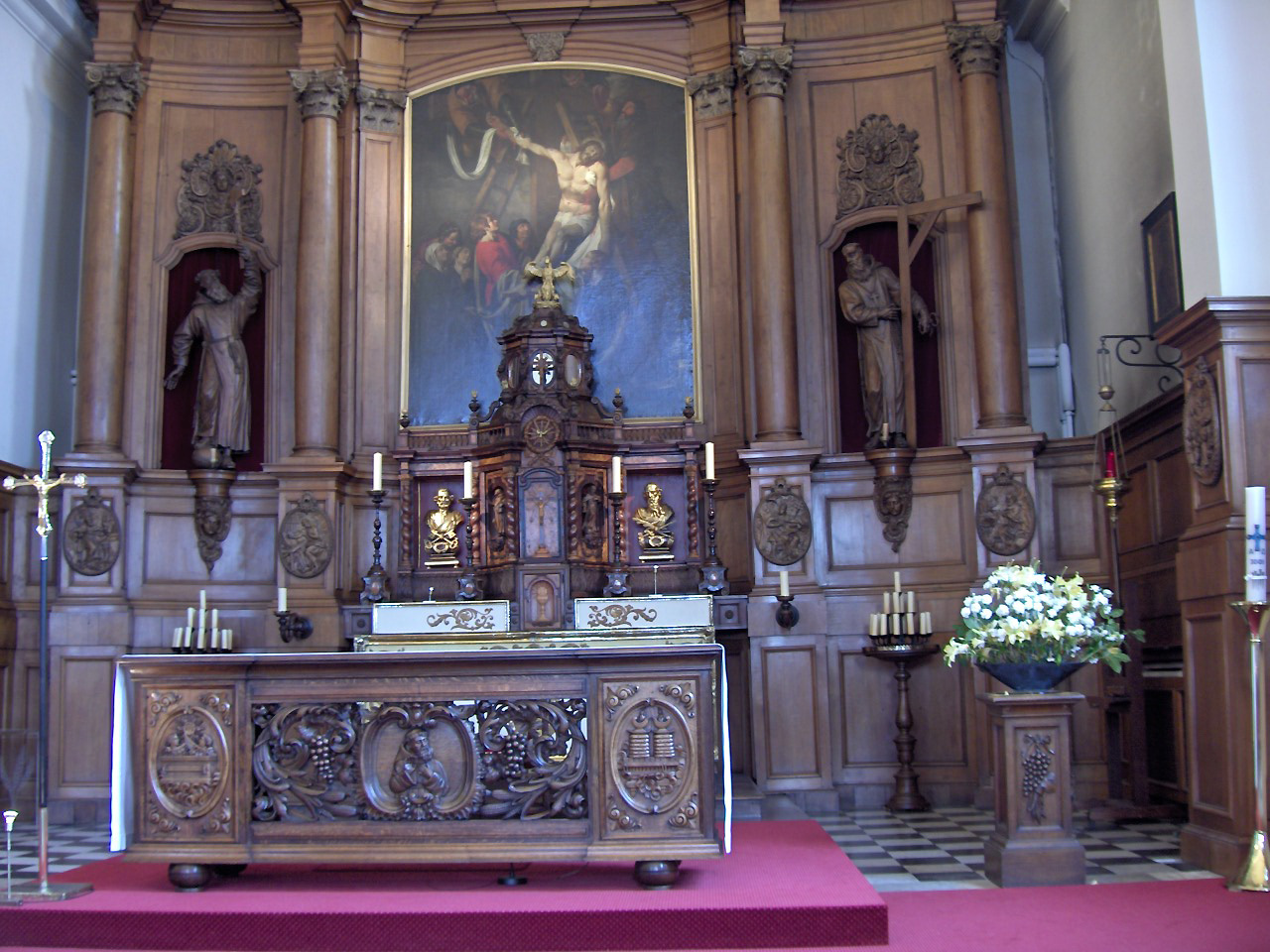
梵二後天主教堂内的中心祭台

聖體聖事，又稱感恩祭或彌撒（拉丁語：Missa），是「派遣」的意義。
對羅馬人來說，在一次會議完結後，便打發人回家。在聖本篤會的會規內，彌撒就是指「遣差」。這種意義漸漸傳到其他各地，到了第四世紀末，其意義有二：一是指慕道者在聽完道理後便被遣散，因他們尚未進入教會的真正奧秘之中；另一是針對信友，也就是禮儀結束時所說的：「彌撒禮成」意指彌撒結束了，你們去吧！傳教或宣道的工作，是彌撒所賦予的使命。彌撒與聖體聖事實是一個統一的整體，聖體只能在感恩祭中被祝聖。按照圣经中耶稣所吩咐的，饼和酒被祝圣为耶稣的身体和血分给信徒，為使祂在十字架上所在的救世犧牲和祭獻，藉聖餐的方式永存人間，讓信徒藉領受主的聖餐而得到其實益，能與基督合成一體，在祂內生活。天主教相信在彌撒中救主基督親臨於：因祂的名而聚會的團體中；施行聖事者的身上；祂的聖言內；具體地持續不斷地臨於祝聖了的餅酒形內。
感恩祭是天主教會生活的中心，它以聖餐的方式，「重演」基督藉十字架上的犧牲告祭獻所完成的救贖工程，使信徒在領洗後繼續聆聽上主的聖言，藉主的聖餐參與基督出死入生的逾越奧蹟，不斷領受基督聖化的恩寵，並在基督內，聖神的共融中向天父呈上曼祟高的讚頌、祟敬、祈求和感恩。

### 對聖母瑪利亞的敬禮
天主教強調聖母瑪利亞只是一個人類，也是受造物之一，並非神，也不會有與天主有同等地位。《教會憲章》第66條對敬禮聖母有以下的解釋：「瑪利亞，因為是天主的母親，參與了基督的奧蹟，由於天主聖寵的舉拔，她只在聖子以下，高出一切天神世人之上，所以理當受到教會特別的崇敬。從很古老的時代，榮福童貞已被尊為『天主之母』的榮銜。信友們在一切危難急需中，都呼求投奔她的護佑。尤其自厄弗所會議以來，天主的子民對瑪利亞的敬禮，在敬愛、呼求及效法方面，有了驚人的發展，恰如她的預言：『從今以後萬世萬代要稱我有福』（路1:48）。這項在教會內經常存在的敬禮，雖具有絕無僅有的特徵，但對降生的聖言，對聖父及聖神的欽崇禮，仍然有本質上的區別，而且特別能促進這項欽崇禮。原來教會在健全而正統的教義範圍內，根據時代和地區的情況，根據信友們的習尚，批准了對天主之母的若干敬禮形式，其目的是為教人在敬禮聖母之際，也更認識、愛慕、光榮基督，並遵行其誡命，因為一切都是為祂而存在（參閱哥1:15-16）。」 
天主教有四個關於聖母瑪利亞的信理，分別為：天主之母、終身童貞、無染原罪（無玷始胎）和圣母升天。

#### 天主之母
天主教認爲，既然耶穌基督作為一個真人、真天主，那麽祂的母親瑪利亞應被称为“天主之母”，因為耶穌基督的人性和天主性是不可分開的。
在歷史中, 出現過許多不承認這一信理的團體。431年的厄弗所大公會議中，教會宣佈了聖母為「天主之母」，成為教會當信的道理，來表達及維護耶穌的「兩性一位」。當中強調的是耶穌基督是真天主也是真人，由瑪利亞因聖神而降生成人，救贖人類。因此，教會在宣告「天主之母」的時候，其實正是在維護耶穌「兩性一位」的道理－－天主性和人性同時結合在耶穌這一「位格」上。

#### 終身童貞
天主教相信，瑪利亞在生下耶穌后，仍保持著真實和永久的童貞。

#### 無染原罪
天主教相信，瑪利亞在其受孕之始就被保護，未受原罪的任何污染。教宗比約九世於1854年宣佈其為當信的道理。

#### 聖母升天
天主教相信，瑪利亞在結束了人間的生活後，身體和靈魂一同被召升天，并被天主擢升為宇宙之后。教宗庇护十二世在1950年正式宣佈其爲當信的道理。

### 圣经
天主教使用的《聖經》汉语译本，最初是用文言文來書寫，並由拉丁文按照明朝官話翻譯各地和人物的名稱。是故，這些名稱和新教由英文所翻譯成的聖經不同；從翻譯原本上說，現在天主教主流採用的是思高聖經學會由聖經各種原文希伯來文、希臘文等翻譯成的思高本，新教則是採用從圣经英语版本翻譯成的和合本。所以直到現在，華語地區的天主教和新教諸派都沒有一本共同的聖經版本（有四部福音的合譯本，但人名與地名各自保留原有的名稱）。
| 英文名            | 天主教譯名 | 基督新教普遍譯名 |
| Abraham           | 亞巴郎     | 亞伯拉罕         |
| Eve               | 厄娃       | 夏娃             |
| Jeremy (Jeremiah) | 耶肋米亞   | 耶利米           |
| John              | 若望       | 約翰             |
| Matthew           | 瑪竇       | 馬太             |
| Mark (Marco)      | 馬爾谷     | 馬可             |
| Messiah           | 默西亞     | 彌賽亞           |
| Moses             | 梅瑟       | 摩西             |
| Noah              | 諾厄       | 挪亞             |
| Paul              | 保祿       | 保羅             |
| Peter             | 伯多祿     | 彼得             |

### 祈禱

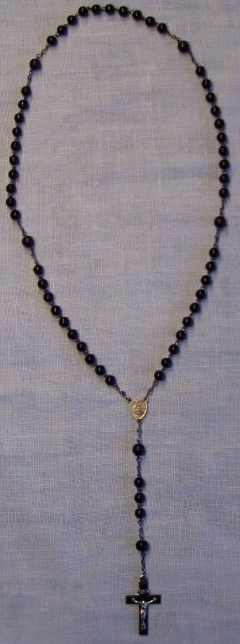
天主教诵经用念珠

除誦讀聖經外，在日常生活中，誦念禱詞也是天主教信徒經常進行的宗教活動之一。天主教徒常在祈禱前後劃十字聖號。祈禱用的經文大都是一些經過編排好的重要經文的連禱，例如《天主經》、《聖母經》、《聖三光榮經》、《信經》、《瑞典聖畢哲的禱文》（1862年5月31日教宗庇護九世批准經文）、《慈悲串經》（2000年4月30日教宗若望保祿二世頒佈及呼籲整個教會把天主仁慈的奧秘「廣為宣講，並引進人們的生活裡」）  
。亦可呼求聖人转祷（代祷，如：聖方濟各，為我等祈）。《玫瑰經》（《聖母聖詠》）、《三鐘經》、《耶稣聖心禱文》天主教東方禮的《耶稣禱文》等也是天主教信徒常用的禱文。有時使用專門的念珠進行誦經及默想。

### 瞻禮
依據教會年曆，天主教會在不同的禮儀日舉行不同的禮儀活動。禮儀日又稱瞻禮日，瞻礼日一般都有固定的日期、内容和形式。
在拉丁禮天主教會中，一個禮儀年由將臨期、聖誕期、常年期、四旬期和復活期等幾個節期組成。每週的第一天（星期日）是被稱爲主日，其餘日子則是平日。一些日子又根據重要程度被定爲節日、慶日或紀念日。主日以及聖誕節、主顯節、耶穌升天節、基督聖體聖血節、天主之母節、聖母始胎無原罪節、聖母蒙召升天節、聖若瑟節、聖伯多祿及聖保祿宗徒節和諸聖節被定爲當守的法定慶節，信徒有責任參與彌撒並停止娛樂和工作。但經宗座批准，主教團可以將某些當遵守的慶節取消或移至主日。

## 歷史

### 宗徒時期
宗徒们执行基督的命令四散传播福音并建立了第一批普世教会，宗徒统续自此而始。

### 在羅馬帝國的傳播
在君士坦丁发布米兰敕令后，普世教会脱离地下状态，西方和东方教会便逐渐形成，并成为东西罗马政治和经济生活的重要组成部分。

### 宗教改革後
马丁·路德對教義的質疑引发的神学争端，而掀起了德意志宗教改革，緊接著欧洲的世俗君王利用此事，進行了宗教改革，向教會爭奪權力。
法国大革命时期爆發了革命黨对法国境内天主教神职人员和執事的屠杀。
19世纪末，意大利王国进犯并佔領教宗國，教宗退守梵蒂岡。1929年，意大利和聖座簽訂《拉特朗條約》，梵蒂岡城國因而成立。

## 天主教與華人世界
与东方世界有关的天主教传教士，以圣方济各·沙勿略為代表，他也被称为“东亚宗徒”。他虽然極想到中國傳教，却也只在臨終前到達今日中國廣東省的上川島，他後來亦成為传教主保。
天主教会在元朝時，曾由方濟會會士孟高維諾來華，任北京總主教。不過未能融入漢人社會，並隨元亡而終。至明朝中葉，開始有天主教传教士到达中國。隶属于耶穌會的利瑪竇成功進入中國傳教并获得明朝皇帝明神宗信任，天主教再次在中国传播开来，雖然經歷清雍正「禁教」政策以來的各種影響，但天主教在中國至今已經根深蒂固。
目前中國天主教教友人數預估約有1500萬人。華人世界的天主教皆屬於拉丁禮的天主教會。

### 中国大陆
1912年中華民國建立後，因為據《中華民國臨時約法》中保障宗教信仰自由，早年北洋政府在保障信仰自由上對於教會發展有一定容忍。中國天主教會的發展日漸興盛。1922年，教廷派任首任宗座代表剛恆毅駐節於北京，並於1942年與國民政府建立正式外交关系。1926年，六位首批中國籍主教赴羅馬祝聖，象徵中國的本地神職人員培育開花結果。1945年抗戰結束後，教廷擢陞田耕莘為中國第一位、也是亞洲首位樞機主教；至1946年，中國天主教會正式從傳教區體制轉變成聖統制。
中华人民共和国建立后，雖然教廷繼續承認撤退至臺灣的中華民國政府，中国的天主教会仍然与罗马教宗保持共融，但不久以后中共当局指责许多天主教会人士从事反对中国社会主义制度的活动，从而遭到中国政府驱逐出境，中梵關係開始交惡。中共控制的教会普遍开展了三自爱国运动，强调教会自主。在中共的影响下，部分主教、神父和教友在1957年成立并加入“中国天主教爱国会”，爱国会高層成員多由中國政府任命，由他们领导及管理教会（包括自行選擇、任命及祝聖主教），脱离教宗和羅馬的直接领导。
中国天主教目前由官方控制的中国天主教爱国会及中国天主教主教团管理，即所谓的“中国天主教一会一团”。《中华人民共和国宪法》第二章第三十六条规定：“宗教团体和宗教事务不受外国势力的支配。”中华人民共和国政府据此要求所有中国天主教徒敬拜仪式必须在政府批准的教堂内合法进行。拒绝在政府登记的中国天主教会自称为“忠贞教会”。忠贞教会受到了来自爱国会及中国官方的坚决的打击。
直到2006年，中国天主教愛國会没有依照天主教会传统和教会法，“自圣”主教及神父，遭到罗马教宗的反对和谴责。包括祝圣马英林、刘新红和王仁雷等神职人員为主教。但在禮儀及祈禱上仍然是延續公教會的一切儀式。這種嘗試亦用於大陸地區的佛教和新教，旨在動員各教信徒貫徹中國共產黨的基本政治目標。這種制度曾在波蘭的波蘭國立天主教會施行。
但也有观点认为，一个天主教徒可以既服从政府，又在宗教上接受教宗的教导。美国天主教出版物《Commonweal》关于中国天主教的调查认为，中国天主教爱国会是一个由中国官方領導的组织，本身并非教会，无论神父、主教、修女或平民信徒，都不属于该组织。这意味着中国三分之二的登记教会主教事实上是可以被梵蒂冈承认的。然而，曾经在中国天主教会长期出现的由天主教爱国会和政府进行的“自选自圣”的行为，又确实违反了公教教会法的规定。该行为会导致中国天主教会的宗徒统绪完全失效，使其成为近似于历史上一些独立天主教会（例如舊天主教会）一般虽然仍行天主教礼仪但却没有与教宗共融的教会。目前，梵蒂冈和中华人民共和国建交的一个主要的障碍就是由谁任命主教的问题。
教宗本篤十六世於2007年6月30日向中华人民共和国的天主教徒發一封名為《致中華人民共和國內天主教徒信》的牧函，他在牧函中堅持聖座才有權任命主教，但在提名主教的名單上，聖座和中國能夠達成協議；此外，他促請中國政府給予信徒宗教自由，並期望能夠和北京政府重新建立外交關係。聖座隨牧函附有一份聲明，聲明指「教宗本篤十六世表示完全願意同民事當局展開平靜而建設性的對話，最終找到解決有關公教團體的各種問題的辦法；從而實現我們所期盼的聖座與中華人民共和國之間的關係正常化」。
2012年以後，由於聖座與中國政府就任命主教問題的分歧，中國官方教會停止祝聖主教。雙方開始談判關於主教人選制度化的協議。2012年11月中共十八大召開，習近平當選中國共產黨中央委員會總書記，翌年3月，教宗方濟各就职，兩人曾互通信件。2014年3月，教宗方濟各主动向媒体谈及此事。教宗方濟各任命的聖座國務卿帕羅林，曾经是梵蒂岡負責同中國高層展開秘密談判的首席代表，曾和聖座其他代表兩次赴北京开展外交談判及斡旋。
2015年再度恢復任命“雙重認可”的主教。2016年11月30日，首批获梵蒂冈和天主教爱国会共同认可主教之一的唐遠閣正式就任天主教成都教区主教。2018年9月22日，中国外交部宣布与聖座达成关于主教任命的临时性协议。

### 香港與澳門
港澳地區的天主教會，因為各自曾經歷英國、葡萄牙統治，故與中國大陸發展出不同的風貌。香港與澳門各自設有教區，在一國兩制的政治體制下與教宗共融及受其領導、管理，而非受中國管轄、任命及祝聖的天主教愛國會。
最後一任港督彭定康是英屬香港唯一一位信奉天主教的港督，而香港特別行政區行政長官曾蔭權是首位信奉天主教的行政長官。首任香港政務司司長陳方安生和香港民主黨創黨主席李柱銘也是天主教徒。
天主教香港教區現任正權主教為周守仁主教，前任教區主教及宗座署理為湯漢樞機是香港首位土生土長的天主教樞機，和前任主教陳日君樞機是兩位在世華人樞機主教之一。陳日君與香港泛民主派關係良好，而香港親泛民主派的天主教正義和平委員會是重要的民間組織。立法會議員天主教監察組創立20多年來，一直對立法會議員的工作表現進行監察，以履行市民的監察責任。
主權移交後，天主教澳門教區和香港教區的情況一樣無變，但在主權移交前歸屬葡萄牙的總教區，現任主教為李斌生。

### 臺灣
天主教傳入臺灣，始於西班牙及荷蘭殖民臺灣的時期，至明鄭時期後中斷，19世紀中葉以後再度傳入臺灣。在日治時代，雖然日本以神道教為國教，但在宗教自由上仍有一定的容忍，臺灣的教會體制逐漸完備。
1949年奉行無神論的中國共產黨建立中華人民共和國，與教廷有邦交的中華民國政府遷台，傳教士曾遭拘捕入獄，繼而多數被驅逐出境，不少宗教大多數傳教士到台灣繼續傳教。1952年由傳教區改制為從屬於聖座的聖統制度，成为中国天主教会的第21个教省。
目前臺灣的天主教會分為7個教區，以及1個宗座署理區，共14位主教，並設有一主教團（台灣地區主教團）。此外還有神父近700人，修女1,200人左右，分布在八百個教堂及其他教會機構。
各政黨包括中國國民黨和民主進步黨等都有致力與教廷發展外交關係。民進黨籍總統陳水扁於2005年訪問羅馬，出席教宗若望保祿二世的葬禮，成為首位到訪教廷的現任中華民國總統。國民黨籍總統馬英九於2013年3月出席新教宗方濟各的就任典禮，是首位與現任教宗會面的中華民國總統。前副總統及行政院院長陳建仁為天主教信徒，是聖大額我略教宗騎士團勳章及耶路撒冷聖墓騎士。

### 聖人與真福
历史上有多位華裔教友及神長和外籍傳教士被宣聖或宣福。
在1648年至1930年間，有120位天主教神職人員、修士修女與平信徒在中国殉教而死。這120位殉道者由教宗若望保禄二世在2000年10月1日被宣佈爲聖人。
此外，還有一些與華人世界有關聯人在不同時期被宣聖或宣福。
被宣聖的有：董文学司鐸；福若瑟司鐸；在日本殉道的華裔教友鄭安道和在菲律賓訓殉道華裔教友李樂倫。
被宣福的有：杜仲賢司鐸、雅松大修女、和德理司鐸、梅慕雅司鐸和雷永明司鐸。

## 外部連結
- 圣座官方网站 （页面存档备份，存于） （英文）
- 梵蒂岡新闻网 （页面存档备份，存于） （繁體中文）
- 梵蒂岡新聞網 （页面存档备份，存于） （简体中文）
- 梵蒂岡新聞網YouTube频道 （页面存档备份，存于）